# Memoriał (1898)
Memoriał - dokument zredagowany w 1898 roku przez ks. Franciszka Hodura, a podpisany w imieniu polskiego wychodźstwa przez 5 tysięcy katolików, którzy gorąco popierali inicjatywę polskiej parafii w Scranton. 

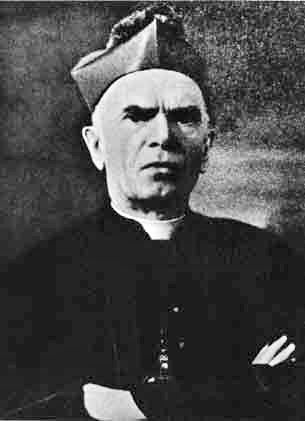
Ks. Franciszek Hodur

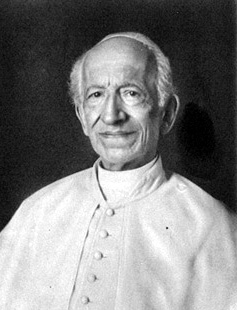
Leon XIII

Wychodźstwo polskie w Ameryce Północnej czuło się zupełnie zagubione i bezradne wobec nieżyczliwych dla siebie stosunków religijno-społecznych. W warunkach nasilającej się nagonki na polską parafię w Scranton, kierowaną przez ks. Franciszka Hodura, wbrew oczekiwaniom rzymskiej hierarchii Kościelnej, także w innych miejscowościach skupiających większą liczbę Polaków, zwiększała się stale liczba wiernych sympatyzujących z ruchem przez niego zainicjowanym.
Postanowiono więc wysłać do Rzymu delegację, z ks. Franciszkiem Hodurem na czele, której zadaniem było przedstawienie samemu papieżowi (Leon XIII) trudnej sytuacji polskiego wychodźstwa. Ksiądz Franciszek Hodur nie miał niestety, żadnych w Rzymie znajomości ani personalnych powiązań. Pragnąc zatem swej delegacji zapewnić powodzenie, postarał się o listy rekomendujące do kardynała Vanutellego oraz do ks. Gormiera, będącego wówczas papieskim spowiednikiem. Delegacja wiozła ze sobą wraz ze świętopietrzem pismo opatrzone tytułem "Memoriał".    
Memoriał zawierał następujące żądania:
- Prosimy o przedstawiciela Polaka w amerykańskim episkopacie, by mógł być pośrednikiem między ludem polskim, Stolicą Apostolską a biskupami Ameryki i jednocześnie orędownikiem naszych spraw;
- Prosimy o zgodę na unarodowienie własności kościelnych, tzn. aby majątki kościołów polskich były zapisywane w sądach na delegatów, wybranych przez daną gminę;
- Prosimy o przyznanie ludowi tych praw, które w Europie ma tzw. kollator czyli patron, a mianowicie by biskup uzgadniał z ludem sprawę obsadzania probostwa przez danego księdza;
- Prosimy o prowadzenie administracji finansowej kościoła przez ludzi wybranych spośród parafian.

Memoriał najpierw trafił w ręce papieskiego spowiednika ks. Gormiera, który jednak nie rokował jego pomyślnego rozstrzygnięcia. Następnie bp Hodur został przyjęty przez Prefekta Kongregacji Rozkrzewiania Wiary, który min. zajmował się Kościołem w Ameryce. Był nim wówczas kard. Halka-Ledóchowski, były arcybiskup gnieźnieński. On to, mimo że z pochodzenia był również Polakiem, bardziej jednak czuł się związany z polityką Watykanu, aniżeli polską racją stanu i dolą swych rodaków na emigracji w Ameryce. Dlatego też cały "Memoriał", nie tylko zlekceważył, ale wręcz odrzucił jako "nierealną mrzonkę" – wypowiedział słowa, które ks. Hodur zapamięta, aż do śmierci:

Wracaj prędko i zapamiętaj to sobie na zawsze, że Stolica Święta nie będzie ustanawiała osobnych praw, ani osobnych biskupów dla garści katolików polskiego pochodzenia w Ameryce, skazanej niezawodnie na wynarodowienie pośród kulturalnego i bogatego otoczenia. Wasz sentyment nie ma żadnego sensu, ani najmniejszych widoków na poparcie tutaj w Rzymie. Wybijcie to sobie z głowy raz na zawsze!

Była to wprawdzie wypowiedź ustna kardynała Ledóchowskiego, ale niebawem, tyle że w nieco złagodzonej formie, przekazana została na piśmie za pośrednictwem delegata papieskiego w Waszyngtonie - ks. Martinellego. Już w czasie swego pobytu w Rzymie ks. Franciszek Hodur do głębi był poruszony tak bezdusznym podejściem najważniejszego w tych sprawach dostojnika watykańskiego, w dodatku o polskim pochodzeniu. Dlatego też zwyczajnie zrezygnował z przyznanej mu audiencji u papieża, ponieważ sprawę rozstrzygnięto na innej płaszczyźnie o wiele wcześniej. Delegacja scrantońska wróciła zatem do Ameryki.